# HD 132029
HD 132029 är en dubbelstjärna i Björnvaktarens stjärnbild.
Den har visuell magnitud +6,12 och är svagt synlig för blotta ögat vid god seeing. Huvudkomponenten har en följeslagare av magnitud 10,2 med ett vinkelavstånd av 4,6 bågsekunder och en vinkel på 110° (2010).